# سد ديامير بهاشا

سد ديامير بهاشا هو سد قيد الإنشاء على نهر السند بين أقليم خيبر بختونخوا وغلغت-بلتستان،باكستان.تبلغ تكلفة بناء السد 14 مليار دولار.